# Johanna Bittenbinder

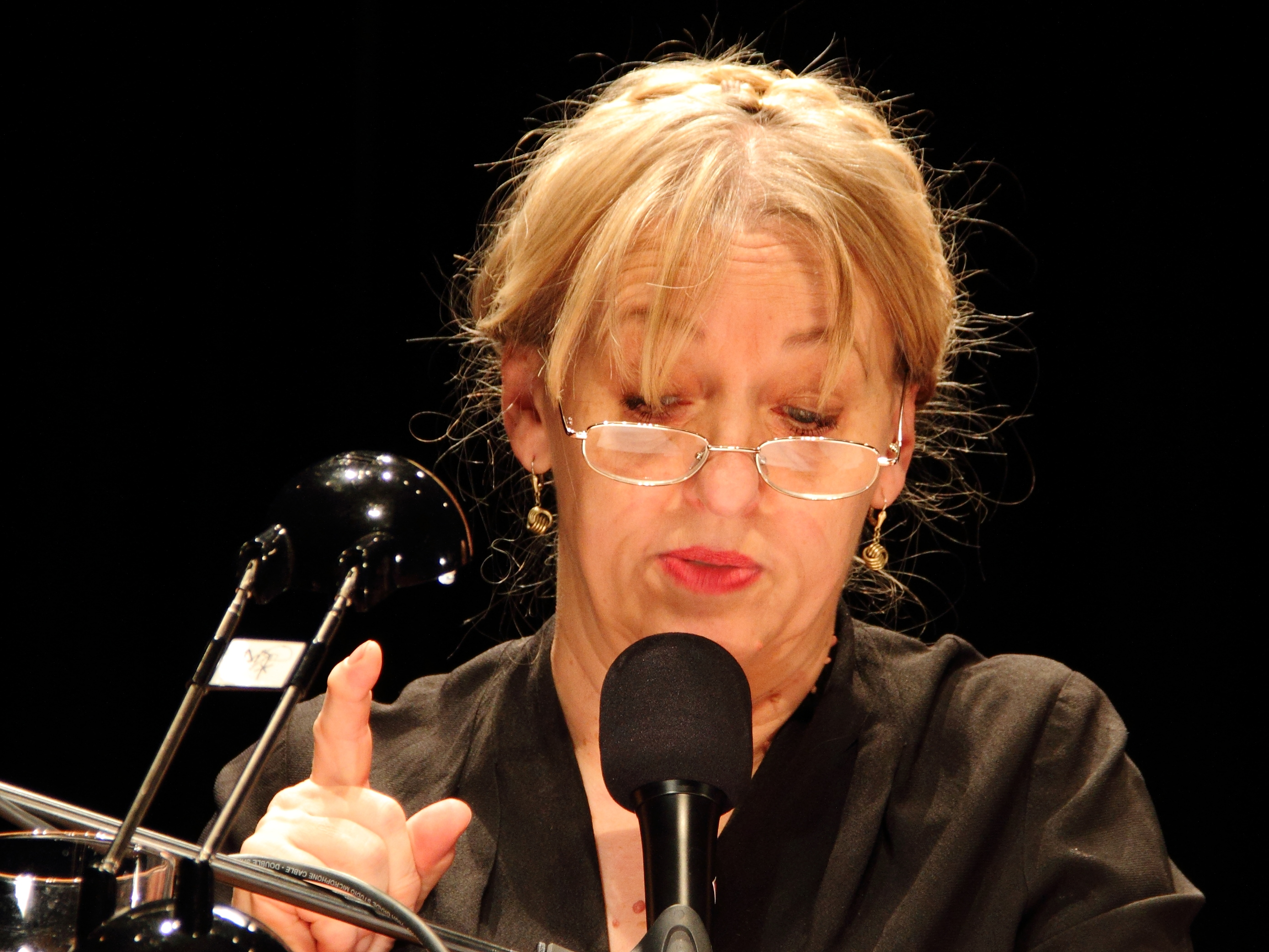
Johanna Bittenbinder 2014

Johanna Bittenbinder (* 12. Mai 1957 in München) ist eine deutsche Schauspielerin.

## Leben
Johanna Bittenbinder wurde als Tochter eines Bauern geboren und wuchs in Unterhaching auf. Seit ihrem 19. Lebensjahr steht sie auf der Bühne. Von 1976 bis 1987 studierte sie unter anderem Kunstgeschichte und arbeitete als Museums-Pädagogin. Ebenfalls von 1976 bis 1980 absolvierte sie eine Schauspielausbildung am Freien Theater München. Seit dieser Zeit ist Johanna Bittenbinder häufig in Produktionen des Bayerischen Rundfunks zu sehen. In Max Färberböcks Niederbayern-Krimi Sau Nummer 4 (2010) spielte sie ihre erste Hauptrolle. Der Filmstoff wurde von der Produktionsfirma Roxy Film für sie entwickelt. Sie ist mit dem Schauspieler Heinz-Josef Braun verheiratet; der Ehe entstammt die Musikerin Veronika Bittenbinder. Das Ehepaar spielt in mehreren Filmen zusammen.

## Filmografie (Auswahl)
- 1981: Die Rumplhanni
- 1990: Werner – Beinhart!
- 1991: Wildfeuer
- 1992: Die zweite Heimat – Chronik einer Jugend
- 1995: Das Wunschkind
- 1996: Alle haben geschwiegen
- 1997: Der Bulle von Tölz: Eine Hand wäscht die andere
- 1997: Mali
- 1997: Der Komödienstadel: Bonifaz der Orgelstifter
- 1997: Dr. Stefan Frank – Der Arzt, dem die Frauen vertrauen – Verzeih mir, Monika
- 1998: Geschichten aus dem Nachbarhaus
- 1998: Tatort – Gefallene Engel (Fernsehreihe)
- 1999: Polizeiruf 110: Kopfgeldjäger
- 1999: Der Bulle von Tölz: Tod aus dem All
- 2000: Polt muss weinen
- 2002: Tatort – 1000 Tode
- 2003: Der Bulle von Tölz: Klassentreffen
- 2004–2006: Zwei am großen See
- 2004: Der Komödienstadel: Skandal im Doktorhaus
- 2005: Polizeiruf 110 – Die Prüfung (Fernsehreihe)
- 2005: Der Komödienstadel: Karten lügen nicht
- 2005: Die Rosenheim-Cops – Die Spur des heiligen Antonius
- 2005: Tatort – Tod auf der Walz
- 2006: Wer früher stirbt ist länger tot
- 2006, 2012: SOKO 5113 (TV-Serie, zwei Folgen)
- 2007: Der Komödienstadel: Dottore d’Amore
- 2007: Tatort – Der Traum von der Au
- 2007: Der Komödienstadel: Die Versuchung des Aloysius Federl
- 2007: Beste Zeit
- 2008: Beste Gegend
- 2008: Pizza und Marmelade
- 2009: Mein Nachbar, sein Dackel & ich
- 2010: Hinter blinden Fenstern
- 2010: In aller Stille
- 2010: Der Komödienstadel: Die Doktorfalle
- 2010: Sau Nummer vier. Ein Niederbayernkrimi
- 2010: Tatort – Die Heilige
- 2010: Die Hebamme – Auf Leben und Tod
- 2010: Eine Sennerin zum Verlieben
- 2010: Die Rosenheim-Cops – Tod im Kühlraum
- 2011: Ich habe es dir nie erzählt
- 2011: Der Komödienstadel: A Flascherl vom Glück
- 2011: Trans Bavaria
- 2011: Tod am Engelstein
- 2012: Notruf Hafenkante (TV-Serie, Folge Mäggy und der göttliche Plan)
- 2012: Was weg is, is weg
- 2013: Paradies 505. Ein Niederbayernkrimi
- 2014: Der Komödienstadel: Alpenglühn und Männertreu
- 2014: Das finstere Tal
- 2014: Hinterdupfing
- 2014: Beste Chance
- 2015: Tannbach – Schicksal eines Dorfes
- 2015: Der Komödienstadel: Der fast keusche Josef
- 2016: Die Glasbläserin
- 2017: Hindafing (Fernsehserie)
- 2017: Der Polizist, der Mord und das Kind
- 2018: Venus im vierten Haus
- 2018: Du bist nicht allein
- 2018: Lena Lorenz – Babyglück hoch drei
- 2018: Liebe auf Persisch
- 2019: Gipfelstürmer – Das Berginternat (Fernsehserie)
- 2019: Nimm Du ihn
- 2021: Faltenfrei (Fernsehfilm)
- 2022: Schweigend steht der Wald
- 2022: Tatort: Kehraus
- 2022: Der Alte – Folge 449: Der Mondkönig
- 2023: Wir haben einen Deal
- 2024: Der Geier – Die Tote mit dem falschen Leben
- 2025: Zweigstelle
- 2025: Karli & Marie

## Hörspiele
- 2013: E. M. Cioran: Vom Nachteil, geboren zu sein – Regie: Kai Grehn (Hörspiel – SWR)

## Hörbücher
- 2010: Mord im Bergwald von Nicola Förg, Jumbo Neue Medien & Verlag Hamburg, ISBN 978-3-8337-2660-6, 3 CDs, 255 Min.

## Auszeichnung
Johanna Bittenbinder war für den Deutschen Fernsehpreis 2014 als beste Schauspielerin für den Film Zwei allein (ZDF/Arte) nominiert.